# Uniegoszcz
Uniegoszcz est une localité polonaise de la gmina et du powiat de Lubań en voïvodie de Basse-Silésie.